# Jōsaku

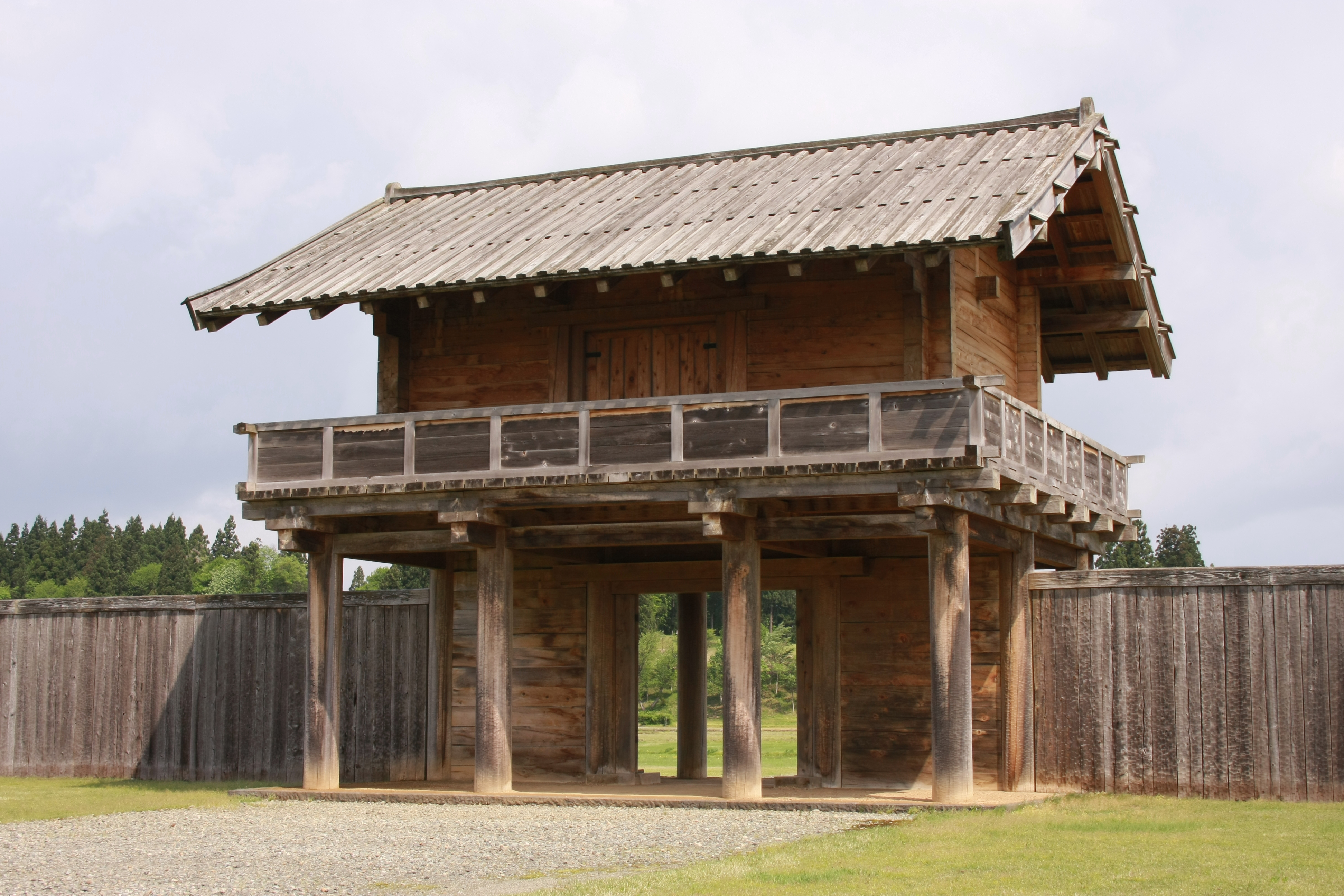
Ricostruzione del cancello sud del jōsaku di Hotta

Jōsaku o shirosaku (城柵?) è il termine che identifica i primi castelli e fortificazioni giapponesi costruiti dai clan di origine Yamato tra la metà del VII secolo e l'inizio del IX secolo. I jōsaku erano diffusi soprattutto nel nord-est del Giappone, dove venivano edificati su pianure o basse colline e circondati da palizzate (柵?, saku). Si ritiene che fossero protetti da fossati (空堀?, karabori) e da argini (土塁?, dorui). Avevano la funzione primaria di base militare ed edificio amministrativo nei territori colonizzati durante le guerre contro gli Emishi.

## Storia
L'edificazione dei jōsaku era concentrata soprattutto nel nord-est del Giappone, nei territori corrispondenti all'attuale regione di Tōhoku. Il periodo della loro costruzione è suddivisibile in quattro fasi distinte, dalla metà del VII secolo all'inizio del IX secolo. 
La prima fase vide l'edificazione dei castelli di Nutari e di Iwafuku, legata alla spedizione settentrionale di Abe no Hirafu contro gli Emishi di Aguta e Watarishima (le attuali Akita e Hokkaidō), e si presume che la loro costruzione servisse da base commerciale tra il nord e il resto del Paese, oltre a rappresentarne la porta di ingresso.
Nella seconda fase, tra il 720 e il 730, furono edificati i castelli di Taga e Akita, i quali fungevano da basi governative per le province di Mutsu e Dewa. Inoltre venne realizzata una serie di cinque fortificazioni sulla pianura di Ozaki, una linea di difesa sul perimetro settentrionale dell'area per la quale fu implementato il sistema dei distretti amministrativi (評? in antichità chiamati kōri), e aveva la duplice funzione di proteggere/assistere i coloni in questo settore e di fungere da base di difesa durante il conflitto previsto tra loro e gli Emishi ifu e fushu, i quali successivamente si sottomisero ai giapponesi.
Nella terza fase, intorno all'anno 760, furono edificati i castelli di Mononofu, Ogachi e Iji al fine di migliorare il sistema dei distretti amministrativi, la protezione e la supervisione diretta dei coloni. In questo stesso periodo i castelli di Taga e Akita subirono ampie ristrutturazioni.
La quarta fase iniziò intorno all'anno 800 e fu caratterizzata dalla costruzione di nuove fortificazioni quali Isawa, Shiwa, Hotta, e Kinowa a discapito delle vecchie strutture di Momonofu e Iji, che vennero abbandonate. Questi cambiamenti furono causati dalla politica di espansione territoriale dell'era Enryaku, il periodo più aggressivo dell'amministrazione della regione di Tōhoku. A metà del IX secolo, le successive riforme amministrative disposero che la linea di difesa della regione venisse limitata a sole sei fortificazioni: Taga, Tamatsukuri, Isawa, Kinowa (che divenne la base governativa per la provincia di Dewa), Hotta (che rimpiazzò Ogachi) e Akita. Questo sistema di sei fortificazioni aveva come suo obiettivo la spartizione delle responsabilità nell'affrontare i vari problemi della regione, ma permise anche una gestione diretta delle vaste aree del nord da parte dei governi provinciali, in sostituzione del sistema dei centri amministrativi distrettuali, nell'ambito del passaggio sistema Ritsuryo e dell'abbandono del programma che preveda la suddivisione della regione in distretti. Inoltre il cambiamento degli ideali del governo centrale verso politiche militari meno aggressive relegarono i jōsaku a mere strutture amministrative per la regione di Tōhoku, fino al loro declino nella parte centrale del X secolo.